# And Baby Makes Two
And Baby Makes Two is de vijfde aflevering van het tweede seizoen van de televisieserie ER, die voor het eerst werd uitgezonden op 19 oktober 1995.

## Verhaal
Dr. Ross behandelt Chia-Chia, een vierjarig terminaal kind met aids, hij botst met Dr. Greene over zijn gekozen behandeling. Harper besluit om Dr. Ross bij te staan met deze patiënt. 
Dr. Benton krijgt een patiënte die blijkbaar mishandeld wordt door haar man, hij probeert haar ervan te overtuigen om aangifte te doen. Dit weigert zij en later ontdekt Dr. Benton waarom, de man is een politieagent. 
Dr. Lewis besluit om kleine Suzie, de baby, te houden en vraagt haar ouders voor hulp. 
Het personeel op de SEH viert vandaag feest, het is de vrije dag van Dr. Weaver.

## Rolverdeling

### Hoofdrol
- Anthony Edwards - Dr. Mark Greene
- George Clooney - Dr. Doug Ross
- Sherry Stringfield - Dr. Susan Lewis
- Eriq La Salle - Dr. Peter Benton
- Noah Wyle - John Carter
- Christine Elise - Harper Tracy
- Julianna Margulies - verpleegster Carol Hathaway
- Ellen Crawford - verpleegster Lydia Wright
- Deezer D - verpleger Malik McGrath
- Yvette Freeman - verpleegster Haleh Adams
- Kristin Minter - Randi Fronczak
- Abraham Benrubi - Jerry Markovic
- Charles Noland - E-Ray

### Gastrol
- Finn Carter - Carrie Deal
- Mary Mara - Loretta Sweet
- Lucy Liu - Mei-Sun Leow
- Joshua Hoon Cho - Chia-Chia
- Valerie Perrine - Cookie Lewis
- Paul Dooley - Henry Lewis
- Vito D'Ambrosio - Forchet
- Thom Mathews - Michael Mazovick
- Jennifer Tighe - Vickie Mazovich
- Ernestine Mercer - Lottie

en vele andere